# Charlie Ray
Charlotte "Charlie" Ray Rosenberg, född 8 mars 1992 i New York, är en amerikansk skådespelerska. Hon är mest känd som rollen Rosemary Telesco i filmen Min första kärlek.